# Waltenham (Tyrlaching)
Waltenham (mundartl.: Woinham) ist ein Ortsteil der Gemeinde Tyrlaching im oberbayerischen Landkreis Altötting.

## Lage
Der Weiler Waltenham liegt etwa drei Kilometer westlich von Tyrlaching.

## Geschichte
Der Name des Ortes bezeichnet die Heimstatt eines Mannes mit dem Namen Walto oder Wald(t)o. Südwestlich an der Hauptstraße befindet sich ein denkmalgeschützter Bildstock.